# G Milgram
Pour l’article ayant un titre homophone, voir Milgram.
G Milgram est un vidéaste web francophone. Il est spécialisé dans le debunk des pseudosciences.

## Biographie

### Covid
Le 16 novembre 2020, une fake news commence à se propager, annonçant que le gouvernement français a déjà décidé d'un troisième confinement lié à la pandémie de Covid-19 pour mars 2021. Elle vient d'un document « officiel » partagé sur Facebook et Twitter,,.
C'est G Milgram qui révèle être à l'origine de ce canular, il explique avoir créé le document pour voir à quel point il deviendrait viral.

### Healy
En 2021, G Milgram publie une vidéo sur Healy.

### Sanofi
En 2024, profitant du sponsoring des Jeux olympiques 2024, Sanofi sort un patch, dispositif médical de niveau 1, appelé « Initiv Biologie augmentée » pour soulager la douleur du dos sans actif médicamenteux. Le patch est recouvert de particules minérales ReflecTech, de dioxyde de titane, qui renverrait l'énergie infrarouge émise par le corps vers la zone douloureuse pour accroître la circulation sanguine, améliorer la consommation de dioxygène et favoriser la mobilité. Le produit est mis en avant par Ariane Brodier et Marine Leleu.
Il n'y a pas de preuves que des particules minérales puissent réfléchir les infrarouges suffisamment pour faciliter la récupération. Une autre étude n'a pas montré d'efficacité du patch pour la récupération. Sanofi impose l'achat aux officines par le biais d'un chantage sur les tarifs fournisseurs des médicaments dits « indispensables » à l'image du Doliprane. Pour se débarrasser de ces stocks gênants, certains s'appuient sur les supports publicitaires agressifs aux couleurs des JO 2024 offert par Sanofi.
G Milgram met en avant cette affaire qui est ensuite reprise par d'autres journaux.

### Guerlain
En janvier 2024, il poste une vidéo sur la crème cosmétique « Orchidée Impériale Gold Nobile » produite par Guerlain dont le plan marketing reprend des éléments de langage pseudo-scientifiques, avec notamment la référence au « quantique »,,. Raillée sur les réseaux sociaux, le 5 janvier, la marque supprime toute référence à une « technologie quantique » sur le site web faisant la promotion de cette crème.

### Géobiologie
En octobre 2024, il sort une vidéo sur la géobiologie et son financement par les chambres d'agriculture, notamment dans le cadre des installations de parcs éoliens.
Les chambres d'agriculture sont critiquées par les chercheurs et les sceptiques pour leur perméabilité en ce qui concerne les pseudosciences, ce qui pose un problème puisqu'elle sont financées par l'État. Elles dépensent et incitent à dépenser des quantités d'argent non négligeables dans des formations à des pseudosciences comme la géobiologie, la radiesthésie ou encore des sourciers,.
Le 3 novembre 2024, sa vidéo est retirée de YouTube.

### Chasse aux trésors
En décembre 2024, il organise une chasse aux trésors.

### Joyca
Mi-mars 2025, le vidéaste Joyca met en ligne une vidéo intitulée On teste 10 thérapies bizarres (2 sont totalement fausses). G Milgram réagit au caractère possiblement pseudoscientifique des thérapies présentées. Joyca répond directement sous la vidéo le 17 avril, soit le jour de sa sortie. Reconnaissant une erreur, il remercie G Milgram pour son travail. La chaîne de Joyca met la vidéo en privé le 18 avril.

### Lunettes pour dyslexiques
En mars 2025, G Milgram publie une vidéo sur Lexilens, les lunettes pour dyslexiques développées par Atol, et mises en avant par Seb la frite dans une vidéo en partenariat avec le CIC. Après la vidéo de G Milgram, Seb obtient du CIC la suppression de la vidéo dans laquelle il fait la promotion du produit et présente ses excuses.